# Biathlon-Juniorenweltmeisterschaften 2024
Die Biathlon-Juniorenweltmeisterschaften 2024 (offiziell: IBU Youth/Junior World Championships Biathlon 2024) fanden vom 21. Februar bis zum 2. März 2024 im Sportzentrum Tehvandi im estnischen Otepää statt. Nach 2018 wurde die Veranstaltung zum zweiten Mal dort ausgerichtet.
Anstatt der Verfolgungen wurde im Rahmen von Biathlon-Juniorenweltmeisterschaften erstmals Massenstarts mit 60 Startern ausgetragen.

## Altersklassen
Athleten in der Jugendklasse durften auch in der Juniorenklasse starten. Ein Wechsel der Altersklasse während der Meisterschaften war nur für die Staffel möglich.
| Altersklasse | Jahrgänge              |
| ------------ | ---------------------- |
| Junioren     | 2002, 2003, 2004       |
| Jugend       | 2005, 2006, 2007, 2008 |

## Medaillenspiegel
| Platz | Land        |   |   |   |    |
| ----- | ----------- | - | - | - | -- |
| 1     | Norwegen    | 8 | 4 | 2 | 14 |
| 2     | Deutschland | 5 | 2 | 2 | 9  |
| 3     | Frankreich  | 2 | 4 | 4 | 10 |
| 4     | Schweden    | 2 | – | – | 2  |
| 5     | Ukraine     | 1 | 1 | – | 2  |
| 6     | Slowakei    | – | 2 | – | 2  |
| 7     | Italien     | – | 1 | 2 | 3  |
| 7     | Tschechien  | – | 1 | 2 | 3  |
| 9     | Polen       | – | 1 | 1 | 2  |
| 10    | Estland     | – | 1 | – | 1  |
| 10    | Kroatien    | – | 1 | – | 1  |
| 12    | Slowenien   | – | – | 2 | 2  |
| 13    | Bulgarien   | – | – | 1 | 1  |
| 13    | Finnland    | – | – | 1 | 1  |
| 13    | Österreich  | – | – | 1 | 1  |

## Zeitplan
Alle Zeiten sind in Mitteleuropäischer Zeit UTC+1 angegeben, die Ortszeit ist UTC+2
| Datum       | Männer  | Männer                            | Frauen                            | Frauen                            |
| Datum       | Uhrzeit | Wettbewerb                        | Uhrzeit                           | Wettbewerb                        |
| ----------- | ------- | --------------------------------- | --------------------------------- | --------------------------------- |
| 23. Februar | 09:30   | Mixed-Staffel Jugend (4 × 6 km)   | Mixed-Staffel Jugend (4 × 6 km)   | Mixed-Staffel Jugend (4 × 6 km)   |
| 23. Februar | 13:00   | Mixed-Staffel Junioren (4 × 6 km) | Mixed-Staffel Junioren (4 × 6 km) | Mixed-Staffel Junioren (4 × 6 km) |
| 24. Februar | 09:30   | Einzel Jugend (12,5 km)           | 13:00                             | Einzel Jugend (10 km)             |
| 25. Februar | 09:30   | Einzel Junioren (15 km)           | 13:00                             | Einzel Juniorinnen (12,5 km)      |
| 27. Februar | 09:30   | Sprint Jugend (7,5 km)            | 13:00                             | Sprint Jugend (6 km)              |
| 28. Februar | 09:30   | Sprint Junioren (10 km)           | 13:00                             | Sprint Juniorinnen (7,5 km)       |
| 29. Februar | 09:00   | Massenstart Jugend (12 km)        | 10:00                             | Massenstart Jugend (9 km)         |
| 29. Februar | 12:20   | Massenstart Junioren (12 km)      | 13:20                             | Massenstart Juniorinnen (9 km)    |
| 01. März    | 09:30   | Staffel Jugend (3 × 7,5 km)       | 12:30                             | Staffel Jugend (3 × 6 km)         |
| 02. März    | 08:45   | Staffel Junioren (4 × 7,5 km)     | 11:40                             | Staffel Juniorinnen (4 × 6 km)    |

## Jugendklasse

### Ergebnisse Jugend männlich
| Rang | Name               |
| ---- | ------------------ |
| 1    | Antonin Guy        |
| 2    | Kasper Kalkenberg  |
| 3    | Pavel Trojer       |
| 4    | Jimi Klemettinen   |
| 5    | Matija Legović     |
| 6    | Michele Carollo    |
| 7    | Grzegorz Galica    |
| 8    | Benjamin Brousseau |
| 9    | Yaroslav Neverov   |
| 10   | Léo Carlier        |

| Rang | Name              |
| ---- | ----------------- |
| 1    | Kasper Kalkenberg |
| 2    | Matija Legović    |
| 3    | Jimi Klemettinen  |
| 4    | Jakub Potoniec    |
| 5    | Jakob Kulbin      |
| 6    | Grzegorz Galica   |
| 7    | Yaroslav Neverov  |
| 8    | Jasper Fleming    |
| 9    | Flavio Guy        |
| 10   | Sam Parmantier    |

| Rang | Name                     |
| ---- | ------------------------ |
| 1    | Kasper Kalkenberg        |
| 2    | Jakob Kulbin             |
| 3    | Oliver Alm               |
| 4    | Pavel Trojer             |
| 5    | Michele Carollo          |
| 6    | Antonin Guy              |
| 7    | Grzegorz Galica          |
| 8    | Mathias Prosser          |
| 9    | Léo Carlier              |
| 10   | Jérémie Bouchex-Bellomie |

| Rang | Name                                                       |
| ---- | ---------------------------------------------------------- |
| 1    | NorwegenIsak Skogrand Oliver Alm Kasper Kalkenberg         |
| 2    | FrankreichLéo Carlier Jérémie Bouchex-Bellomie Antonin Guy |
| 3    | ItalienMichele Carollo Davide Cola Nicola Giordano         |
| 4    | PolenJakub Potoniec Igor Kusztal Grzegorz Galica           |
| 5    | SlowenienAljaž Omejc Pavel Trojer Ruj Grošelj Simić        |

### Ergebnisse Jugend weiblich
| Rang | Name                     |
| ---- | ------------------------ |
| 1    | Alma Siegismund          |
| 2    | Ilona Plecháčová         |
| 3    | Voldiya Galmace-Paulin   |
| 4    | Anna Torjussen           |
| 5    | Melina Gaupp             |
| 6    | Inka Hämäläinen          |
| 7    | Heda Mikolášová          |
| 8    | Nayeli Mariotti Cavagnet |
| 9    | Amelia Liszka            |
| 10   | Sophie Patz              |

| Rang | Name                   |
| ---- | ---------------------- |
| 1    | Elsa Tänglander        |
| 2    | Voldiya Galmace-Paulin |
| 3    | Melina Gaupp           |
| 4    | Carlotta Gautero       |
| 5    | Alma Siegismund        |
| 6    | Anna Torjussen         |
| 7    | Elza Bleidele          |
| 8    | Anna Millinger         |
| 9    | Heda Mikolášová        |
| 10   | Lola Bugeaud           |

| Rang | Name                       |
| ---- | -------------------------- |
| 1    | Oleksandra Merkuschyna     |
| 2    | Lola Bugeaud               |
| 3    | Carlotta Gautero           |
| 4    | Lou-Anne Dupont Ballet-Baz |
| 5    | Alma Siegismund            |
| 6    | Karla Gehrmann             |
| 7    | Agathe Brathagen           |
| 8    | Voldiya Galmace-Paulin     |
| 9    | Fabiola Miraglio Mellano   |
| 10   | Ilona Plecháčová           |

| Rang | Name                                                                      |
| ---- | ------------------------------------------------------------------------- |
| 1    | NorwegenAgathe Brathagen Anna Torjussen Silje Berg-Knutsen                |
| 2    | ItalienFabiola Miraglio Mellano Nayeli Mariotti Cavagnet Carlotta Gautero |
| 3    | TschechienAgáta Moskvová Ilona Plecháčová Heda Mikolášová                 |
| 4    | FrankreichLola Bugeaud Voldiya Galmace-Paulin Lou-Anne Dupont Ballet-Baz  |
| 5    | DeutschlandKarla Gehrmann Sophie Patz Alma Siegismund                     |

### Ergebnisse Mixed
| Mixed-Staffel |                                                                                  |
| \| Rang \| Name \| \| ---- \| -------------------------------------------------------------------------------- \| \| 1 \| FrankreichLéo Carlier Antonin Guy Voldiya Galmace-Paulin Alice Dusserre \| \| 2 \| NorwegenOliver Alm Kasper Kalkenberg Silje Berg-Knutsen Agathe Brathagen \| \| 3 \| TschechienVladimír Kocmánek David Eliáš Ilona Plecháčová Heda Mikolášová \| \| 4 \| FinnlandKaapo Saarinen Jimi Klemettinen Inka Hämäläinen Eveliina Hakala \| \| 5 \| ItalienNicola Giordano Michele Carollo Carlotta Gautero Fabiola Miraglio Mellano \| |                                                                                  |
| Rang | Name                                                                             |
| 1 | FrankreichLéo Carlier Antonin Guy Voldiya Galmace-Paulin Alice Dusserre          |
| 2 | NorwegenOliver Alm Kasper Kalkenberg Silje Berg-Knutsen Agathe Brathagen         |
| 3 | TschechienVladimír Kocmánek David Eliáš Ilona Plecháčová Heda Mikolášová         |
| 4 | FinnlandKaapo Saarinen Jimi Klemettinen Inka Hämäläinen Eveliina Hakala          |
| 5 | ItalienNicola Giordano Michele Carollo Carlotta Gautero Fabiola Miraglio Mellano |

## Juniorenklasse

### Ergebnisse Junioren
| Rang | Name              |
| ---- | ----------------- |
| 1    | Leonhard Pfund    |
| 2    | Valentin Lejeune  |
| 3    | Jan Guńka         |
| 4    | Isak Frey         |
| 5    | James Pacal       |
| 6    | Linus Kesper      |
| 7    | Konrad Badacz     |
| 8    | Wadim Kurales     |
| 9    | Sivert Gerhardsen |
| 10   | Nikita Čigak      |

| Rang | Name              |
| ---- | ----------------- |
| 1    | Isak Frey         |
| 2    | Jan Guńka         |
| 3    | Linus Kesper      |
| 4    | Sivert Gerhardsen |
| 5    | Fabian Müllauer   |
| 6    | Valentin Lejeune  |
| 7    | Konrad Badacz     |
| 8    | Luděk Abrahám     |
| 9    | Wassil Saschew    |
| 10   | Witalij Mandsyn   |

| Rang | Name              |
| ---- | ----------------- |
| 1    | Sivert Gerhardsen |
| 2    | Isak Frey         |
| 3    | Tobias Alm        |
| 4    | Witalij Mandsyn   |
| 5    | Konrad Badacz     |
| 6    | Ole Suhrke        |
| 7    | Christoph Pircher |
| 8    | Jan Guńka         |
| 9    | Fabian Müllauer   |
| 10   | Leonhard Pfund    |

| Rang | Name                                                                           |
| ---- | ------------------------------------------------------------------------------ |
| 1    | NorwegenTobias Alm Sivert Gerhardsen Ole Suhrke Isak Frey                      |
| 2    | UkraineStepan Kinasch Bohdan Borkowskyj Serhij Suprun Witalij Mandsyn          |
| 3    | FrankreichValentin Lejeune Axel Garnier Théo Guiraud-Poillot Jacques Jefferies |
| 4    | DeutschlandTim Nechwatal Linus Kesper Benjamin Menz Leonhard Pfund             |
| 5    | TschechienPetr Hák Luděk Abrahám David Eliáš Jan Gregor                        |

### Ergebnisse Juniorinnen
| Rang | Name                |
| ---- | ------------------- |
| 1    | Julia Tannheimer    |
| 2    | Ema Kapustová       |
| 3    | Lena Repinc         |
| 4    | Martina Trabucchi   |
| 5    | Léonie Jeannier     |
| 6    | Anna Andexer        |
| 7    | Gro Njølstad Randby |
| 8    | Maya Cloetens       |
| 9    | Lisa Siberchicot    |
| 10   | Lora Christowa      |

| Rang | Name                |
| ---- | ------------------- |
| 1    | Sara Andersson      |
| 2    | Julia Tannheimer    |
| 3    | Walentina Dimitrowa |
| 4    | Maya Cloetens       |
| 5    | Julia Kink          |
| 6    | Lisa Siberchicot    |
| 7    | Marlene Fichtner    |
| 8    | Anna Andexer        |
| 9    | Maren Brännare-Gran |
| 10   | Gro Njølstad Randby |

| Rang | Name                |
| ---- | ------------------- |
| 1    | Julia Kink          |
| 2    | Ema Kapustová       |
| 3    | Fany Bertrand       |
| 4    | Sara Andersson      |
| 5    | Léonie Jeannier     |
| 6    | Sonja Leinamo       |
| 7    | Anna Andexer        |
| 8    | Maren Brännare-Gran |
| 9    | Walentina Dimitrowa |
| 10   | Maya Cloetens       |

| Rang | Name                                                                                 |
| ---- | ------------------------------------------------------------------------------------ |
| 1    | DeutschlandAlina Nußbicker Julia Tannheimer Julia Kink Marlene Fichtner              |
| 2    | NorwegenAnn Kristin Aaland Gro Njølstad Randby Guro Femsteinevik Maren Brännare-Gran |
| 3    | FrankreichLéonie Jeannier Fany Bertrand Célia Henaff Lisa Siberchicot                |
| 4    | ItalienIlaria Scattolo Sara Scattolo Linda Zingerle Martina Trabucchi                |
| 5    | ÖsterreichLeonie Pitzer Wilma Anhaus Lara Wagner Anna Andexer                        |

### Ergebnisse Mixed
| Mixed-Staffel |                                                                               |
| \| Rang \| Name \| \| ---- \| ----------------------------------------------------------------------------- \| \| 1 \| NorwegenSivert Gerhardsen Isak Frey Maren Brännare-Gran Gro Njølstad Randby \| \| 2 \| DeutschlandLeonhard Pfund Linus Kesper Julia Tannheimer Marlene Fichtner \| \| 3 \| ÖsterreichOliver Lienbacher Fabian Müllauer Lara Wagner Anna Andexer \| \| 4 \| PolenKonrad Badacz Jan Guńka Anna Nędza-Kubiniec Barbara Skrobiszewska \| \| 5 \| FrankreichThéo Guiraud-Poillot Valentin Lejeune Léonie Jeannier Fany Bertrand \| |                                                                               |
| Rang | Name                                                                          |
| 1 | NorwegenSivert Gerhardsen Isak Frey Maren Brännare-Gran Gro Njølstad Randby   |
| 2 | DeutschlandLeonhard Pfund Linus Kesper Julia Tannheimer Marlene Fichtner      |
| 3 | ÖsterreichOliver Lienbacher Fabian Müllauer Lara Wagner Anna Andexer          |
| 4 | PolenKonrad Badacz Jan Guńka Anna Nędza-Kubiniec Barbara Skrobiszewska        |
| 5 | FrankreichThéo Guiraud-Poillot Valentin Lejeune Léonie Jeannier Fany Bertrand |